# Tamansourt
Tamansourt (en arabe تامنصورت,en tamazight ⵜⴰⵎⵏⵙⵙⵓⵔⵜ) est une ville nouvelle marocaine située dans la préfecture de Marrakech et la région de Marrakech-Safi, à 10 km au nord-ouest de Marrakech, sur la route de Safi et d'El Jadida. Elle dépend de la commune rurale de Palmeraie et, comme Marrakech, se trouve au pied des montagnes de l'Atlas.

## Présentation
Cette ville a été créée en 2005, sous le haut patronage du roi Mohamed VI, dans le but de désengorger Marrakech.
Elle est composée principalement de villas, appartements et riads et ses avenues sont larges. Tamansourt compte aujourd’hui plus de 50 000  habitants.
Une grande mosquée y a été construite ainsi que de nombreuses écoles. Sont en projet des centres commerciaux, des souks traditionnels, un parc sportif, une université, des hôtels et piscines. Une bretelle sur l'autoroute Casablanca-Agadir a également été réalisée assurant ainsi l'accès direct à Tamansourt et aussi à Marrakech. Une zone offshore est également prévue qui s’appellera "Marrakech Shore" ainsi qu'un parc d'activités économiques et industrielles ce qui génèrera beaucoup d'emploi dans la région.
Tamansourt a la particularité d'être une ville écologique. En effet, elle déborde d'espaces verts et l'éclairage public est composé de lampes à diode électroluminescente (DEL) plus économiques.
Depuis sa création cette ville a attiré de nombreux investisseurs immobiliers marocains et étrangers. Comme Marrakech elle offre aussi une magnifique vue sur les montagnes de l'Atlas et contrairement à Marrakech elle bénéficie d'une tranquillité de vie vue sa position retirée.
Tamansourt est reliée à la ville ocre par le bus 441.

## Sites près de Tamansourt
| - Vallée de l'Ourika - Oukaïmden station de ski située à 80 km - Parc national de Toubkal - Cascades d'Ouzoud | - Site archéologique d'Aghmat - Tinmel, ancienne bourgade berbère (XIe siècle) - Vallée du Draâ - Le village berbère d'Amizmiz |

## Sites historiques autour de la ville
| - Place Jamâa El Fna (XIe siècle) - Medersa Ben Youssef (XVIe siècle) - Qoubba Almoravide (XIIe siècle) - Tombeaux Saadiens (XVIe siècle) - Fontaine chrob ou chouf (début XVIIe siècle) - Mosquée de la Koutoubia (XIIe siècle) - Mosquée El Mouassine (XIIe siècle) et sa fontaine (XVIe siècle) - Mosquée aux pommes d'Or (XIIe siècle) - Synagogue Salat Al Azama (XVe siècle) - Palais de la Bahia (XIXe siècle) | - Palais El Badi (XVIe siècle) - Jardins de la Ménara (XIIe siècle) - Jardins de l'Agdal (XIIe siècle) - Jardin Majorelle (XXe siècle) - Musée de Marrakech (XIXe siècle) - Musée Dar Si Saïd (XIXe siècle) - Musée d'art islamique de Marrakech (XXe siècle) - Musée Bert-Flint (Maison Tiskiwin) (XXe siècle) - Souks de Marrakech |

### Événements près de Tamansourt
- Festival des arts populaires de Marrakech : festival annuel se déroulant au mois de juillet.
- Festival international du film de Marrakech : évènement annuel début décembre pour récompenser la meilleure production marocaine et étrangère de longs et courts-métrages. Celui-ci a une notoriété grandissante, reconnue par le monde entier.
- Arts in Marrakech : Biennale internationale d'art actuel.
- Festival Awaln'art : rencontre internationale des arts de rue de Marrakech organisée par l'association Éclats de lune. Les rencontres ont lieu simultanément à Tahanaoute, Aït Ourir, Aghmat, Amizmiz et Marrakech.
- Festival Samaa des musiques sacrées, festival annuel se déroulant au mois de juillet.
- Grand prix de Marrakech : troisième étape de la course automobile du Championnat du monde des voitures de tourisme (WTCC).
- On marche : festival de danse contemporaine de Marrakech.
- Sun festival : festival national des jeunes et de la musique en mois de juillet, est une célébration de la nation, et du patriotisme à l'occasion des fêtes de la jeunesse et du trône.
- Marrakesh MadJazz Festival : en février, ce festival fait de Marrakech une destination phare des musiques alternatives jazz-rock, afin de faire reconnaître les talents des artistes marocains à travers le monde.